# Фукс, Данни
Да́нни Фукс (нем. Danny Fuchs; 25 февраля 1976, Дессау) — немецкий футболист, в настоящий момент играющий в ФК «Кайзерслаутерн».

## Карьера
В самом начале карьеры выступал в молодёжном составе команд «Трактор» из Квеллендорфа, «Мотор» из Кётена и в «Галлешере».
В 1996—2001 годах Данни Фукс играл за дубль «Мюнхена 1860», где за 5 лет участия в играх команды забил 35 голов — в среднем, по 7 голов за год. С 2001 по 2003 годы он играл за ФК «Карлсруэ» во Второй Бундеслиге, затем он перешёл в «Гройтер Фюрт». В сезоне 2007/08 Фукс перешёл в «Бохум», подписав с командой трёхлетний контракт. В матче с «Вердером» он забил свой первый гол в Первой Бундеслиге. В межсезонье 2008/09 был отдан в аренду в ФК «Кайзерслаутерн».